# Andrea Klier
Andrea Klier (* vor 1973; † 4. September 2017) war eine deutsche Schriftstellerin. Sie veröffentlichte auch unter den (offenen) Pseudonymen Anna Rea Norten, Charline Jansen, Xena Andreja und Rosalie Thaler Romane.

## Werdegang
Seit 1997 arbeitete Andrea Klier als freie Autorin, nachdem sie zuvor mehr als 24 Jahre lang als Hebamme tätig war. Sie veröffentlichte Bücher verschiedener Genres. Ihr Kinderbuch Sturmwind wurde 2002 mit dem Literaturpreis Kalbacher Klapperschlange ausgezeichnet und ins Chinesische übersetzt. Beginnend 2014 mit Lazarusmorde veröffentlichte sie eine Reihe von Ostfrieslandkrimis. Auf Wunsch der Autorin und ihrer Familie wurde der Krimi Die Todesbühne postum am 8. September 2017 veröffentlicht.

## Werke
- Sturmwind – Die Tochter der Magierin. Patmos Verlag 2001, ISBN 978-3-491-37445-4
- Das Geheimnis des Engels Kelter Verlag, 2013
- Charline Jansen: Engel ohne Flügel : Eloas letztes Versprechen, Pano Akourdaleia : bookshouse 2013, ISBN 978-9963-727-43-8
- Andreja Xena: Im Zeichen des Skorpions : Vollmond 1, Pano Akourdaleia : bookshouse 2013, ISBN 978-9963-52-048-0
- Das verzauberte Diätbuch, Pano Akourdaleia : bookshouse 2014, ISBN  978-9963-52-214-9
- Lazarusmorde Klarant Verlag, 2014
- Die schwarze Perle Klarant Verlag 2015
- Ostfriesische Rache Klarant Verlag 2015
- Friesische Zerstörung Klarant Verlag 2015
- Das letzte Ultimatum Klarant Verlag 2015
- Tödliche Wappen Klarant Verlag 2016
- Ostfriesisches Erbe Klarant Verlag 2016
- Ostfriesische Gier Klarant Verlag 2017
- Ihr letzter Fall Klarant Verlag 2017
- Die Todesbühne Klarant Verlag 2017